# Internazionali di Tennis di San Marino 2000
Gli Internazionali di Tennis di San Marino 2000 sono stati un torneo di tennis giocato sulla terra rossa. È stata la 13ª edizione degli Internazionali di Tennis di San Marino, che fanno parte della categoria International Series nell'ambito dell'ATP Tour 2000. Si sono giocati a San Marino nella Repubblica di San Marino, dal 24 al 30 luglio 2000.

## Campioni

### Singolare
Álex Calatrava ha battuto in finale  Sergi Bruguera con il punteggio di 7–6(7), 1–6, 6–4.

### Doppio
Tomáš Cibulec /  Leoš Friedl hanno battuto in finale  Gastón Etlis /  Jack Waite con il punteggio di 7–6(1), 7–5.